# Coplas de Navidad
Coplas de Navidad (antivillancico) es considerado el décimo octavo poemario del escritor chileno Nicanor Parra, publicado originalmente en 1983 por Ediciones del Camaleón. Se trata de un libro-objeto que constituye una nueva incursión del autor en la poesía popular, comenzada muchos años antes con La cueca larga (1958).

## Análisis de la obra
En estas coplas se presentan diversos personajes que acuden al nacimiento de Cristo y presentan a la Virgen María sus ofrendas o disculpas por no llevar nada. En ellas están presentes el humor, el tono desacralizador y sutiles denuncias a la política contingente, inmersa en el período de la dictadura militar.